# Gara, Bács-Kiskun
Gara este un sat în districtul Baja, județul Bács-Kiskun, Ungaria, având o populație de 2.353 de locuitori (2011). 

## Demografie
Componența etnică a satului Gara
     Maghiari (78,9%)
     Croați (9,17%)
     Germani (8,91%)
     Romi (2,08%)
     Necunoscut (0,17%)
     Sârbi (0,76%)
     Alții (0,17%)
Componența confesională a satului Gara
     Romano-catolici (55,38%)
     Fără religie (11,01%)
     Reformați (4,72%)
     Necunoscută (28,22%)
     Alte religii (1,53%)
Conform recensământului din 2011, satul Gara avea 2.353 de locuitori. Din punct de vedere etnic, majoritatea locuitorilor (78,9%) erau maghiari, existând și minorități de croați (9,17%), germani (8,91%) și romi (2,08%). Apartenența etnică nu este cunoscută în cazul a 0,17% din locuitori.  Din punct de vedere confesional, majoritatea locuitorilor (55,38%) erau romano-catolici, existând și minorități de persoane fără religie (11,01%) și reformați (4,72%). Pentru 28,22% din locuitori nu este cunoscută apartenența confesională.